# 고티에 그뤼미에
고티에 그뤼미에(프랑스어: Gauthier Grumier, 1984년 5월 29일~)는 프랑스의 펜싱 선수로 주 종목은 에페이다.

## 경력
그뤼미에는 2006년 세계 펜싱 선수권 대회의 에페 단체전 부문에서 스페인을 결승전에서 꺾고 금메달을 획득하였다. 그는 이 승리를 에리크 부아스, 울리히 로바이리, 파브리스 자네와 함께 달성하였다. 그는 2010년 세계 펜싱 선수권 대회 대회의 개인전에서 은메달을 획득하기도 하였다.
그는 2012년 하계 올림픽의 남자 에페 개인전에 참가하였다. 그러나, 그는 32강에서 노르웨이의 바르토시 피아세츠키에게 13-14, 1점차로 패하며 탈락하였다. 그를 첫 판에 꺾은 피아세츠키는 이후 이 토너먼트의 은메달을 차지하였다.